# Затвор Блиша
Замок Блиша — механизм запирания затвора, разработанный Джоном Беллом Блишом на основе его предположения, что при экстремальных давлениях некоторые разнородные металлы будут сопротивляться движению с силой, большей, чем предсказывают законы трения. В современной инженерной терминологии это крайнее проявление того, что сейчас называют статическим трением, или прилипанием . Его запирающий механизм впервые был использован в пистолете-пулемёте Томпсона. В настоящее время он дискредитирован как полезный принцип действия огнестрельного оружия из-за его практически несуществующего влияния на работу и функционирование огнестрельного оружия; из-за этого огнестрельное оружие, в котором оно теоретически применялось, работает не по предполагаемому принципу замка Блиша, а фактически по принципу обратного затвора.